# Ioan Fodor
Ioan Fodor (n. 24 iunie, 1867, Măhal, județul Someș – d. secolul al XX-lea) a fost un deputat în Marea Adunare Națională de la Alba Iulia, organismul legislativ reprezentativ al „tuturor românilor din Transilvania, Banat și Țara Ungurească”, cel care a adoptat hotărârea privind Unirea Transilvaniei cu România, la 1 decembrie 1918.:p. 77

## Biografie
Ioan Fodor a terminat clasele primare și patru clase gimnaziale în orașul Gherla, iar clasele V-VIII și Bacalaureatul le-a absolvit la Liceul statului din Sibiu, în anul 1886. A fost bursier al Mitropoliei Greco-Catolice din Blaj și a terminat studiile teologice la Facultatea de Teologie a Universității din Budapesta, iar literele la Universitatea din Cluj. După ce a obținut diploma de profesor, a ocupat un post la liceul român din Blaj, între anii 1894 și 1919. A participat activ la toate acțiunile sociale, culturale și politice din Blaj. Consiliul Dirigent l-a numit profesor și director la Școala Superioară de Fete a statului în Timișoara, la data de 1 octombrie 1919. După ce a preluat această școală, a organizat Liceul de fete Carmen Sylva, pe care l-a dezvoltat până la unsprezece clase și pe care l-a condus până în septembrie 1932, când s-a pensionat.:pp.132-133

## Activitatea politică

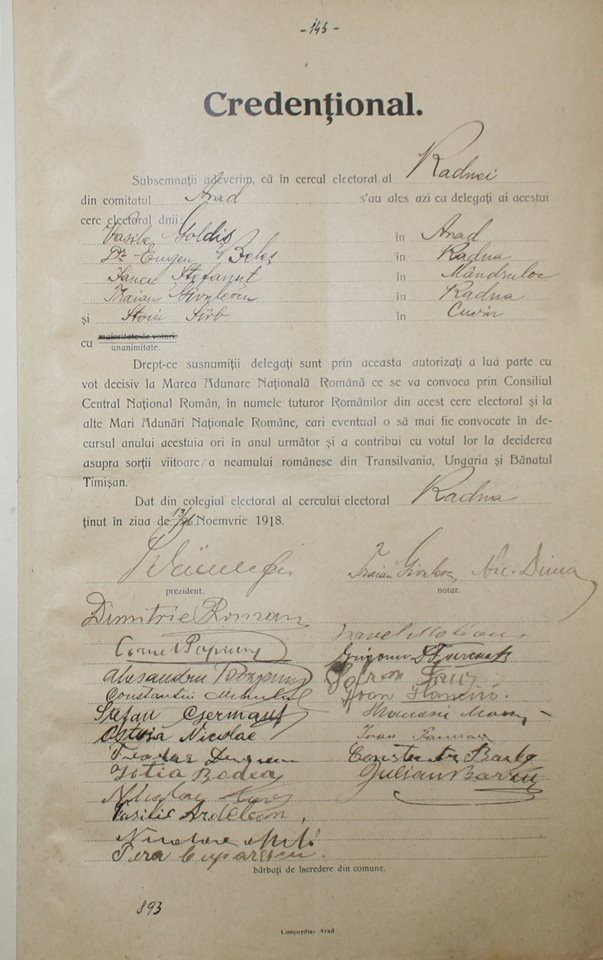
Credențional

A fost ales delegat la Marea Adunare Națională de la Alba-Iulia de către corpul didactic al Liceului român din Blaj, unde a votat unirea Ardealului cu România, la 1 decembrie 1918.:p.133

## Recunoașteri
Mitropolitul Vasile Suciu l-a distins cu titlul de protopop onorar, iar în septembrie 1932 a fost decorat cu Ordinul Meritul Cultural.:p.133